# Stara Synagoga w Jastrowiu
Stara Synagoga w Jastrowiu – została zbudowana w XVIII wieku przy obecnej ul. Jagiellońskiej. W 1867 na jej miejscu powstała nowa synagoga.